# Jorge Porley
Jorge Porley, vollständiger Name Jorge Eduardo Porley Centena, (* 11. Mai 1963) ist ein ehemaliger uruguayischer Boxer.
Der 1,77 Meter große Porley stand im Aufgebot der uruguayischen Mannschaft für die Olympischen Sommerspiele 1992 in Barcelona, nachdem er sich im Torneo Preolímpico Suramericano gegen den Bolivianer Ignacio Barberi durchgesetzt und somit für die Spiele qualifiziert hatte. Dort ging der von Robert Leyva trainierte Uruguayer im Halbmittelgewicht an den Start und belegte den 17. Platz, nachdem er in seinem Kampf gegen den Norweger Ole Klemetsen unterlag.